# Dorothy DeBorba
Dorothy «Echo» DeBorba (Los Ángeles, 28 de marzo de 1925-Walnut Creek, California, 2 de junio de 2010) fue una actriz estadounidense que participó regularmente en la serie de cortos de Our Gang como la protagonista de 1930 a 1933.

## Primeros años
Dorothy Adelle DeBorba se crio en Livermore, California. De ascendencia portuguesa de Azores, provenía del mundo del espectáculo, su madre era cantante, bailarina y actriz, y su padre era baterista de la banda de Paul Whiteman.

## Our Gang

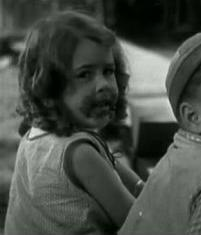
Dorothy DeBorba.

Dorothy DeBorba comenzó su carrera a los 5 años. Impresionó a Hal Roach por su capacidad de llorar en el momento justo. Su debut fue auspicioso: en Pups Is Pups (1930), ella interpreta a la hermana menor de Jackie Cooper.
Con sus rizos característicos y elaborados arcos para el cabello, Dorothy se convirtió rápidamente en la favorita del público. Su madre hacía esos lazos y pasaba dos horas todas las noches cepillando y poniendo el cabello de Dorothy en rulos. Su energía natural y su malicia se sumaron a su atractivo. Aunque decía que "a los chicos [de la serie] se les daban todos los mejores diálogos", aunque en Love Business Dorothy tiene algunos de los diálogos más divertidos de toda la serie.

## Vida personal
DeBorba se graduó de la preparatoria Van Nuys y luego trabajó en Republic Pictures. En los últimos años, fue secretaria sénior en la Escuela de Periodismo de la UC-Berkeley. Se casó dos veces, y tuvo dos hijos.

## Muerte
DeBorba murió de enfisema a la edad de 85 años en Walnut Creek .